# El Arenal, Lagos de Moreno
El Arenal är en ort i Mexiko.   Den ligger i kommunen Lagos de Moreno och delstaten Jalisco, i den centrala delen av landet, 400 km nordväst om huvudstaden Mexico City. El Arenal ligger 1 867 meter över havet och antalet invånare är 457.
Terrängen runt El Arenal är en högslätt. Runt El Arenal är det ganska tätbefolkat, med 56 invånare per kvadratkilometer. Närmaste större samhälle är Lagos de Moreno, 2,5 km norr om El Arenal. I omgivningarna runt El Arenal växer huvudsakligen savannskog.